# دريا دادور
داريا دادور (بالفارسية: دريا دادور) هي مغنية وموسيقية سوبرانو إيرانية تقيم في باريس ولدت في سنة 1971 في مدينة مشهد في إيران لعائلة تعود أصلها لمدينة رشت، بعد ذلك نشأت في طهران، وفي سنة 1991 هاجرت إلى فرنسا لتدرس الموسيقى في المعهد الوطني للموسيقى في تولوز، حيث نالت هناك في يونيو 1999 الدبلوم في تعليم الموسيقى، بعد ذلك نالت شهادة الماجستير من مدرسة تولوز للفنون الجميلة في مجال بحثها في الموسيقى الباروكية.
قامت دادور بأداء عدة عروض في كل كندا وفرنسا وألمانيا وإيران والمملكة المتحدة والولايات المتحدة، وغنت باللغات الفارسية والأرمنية والكردية والأذرية والإنجليزية والفرنسية والألمانية والإيطالية.

## وصلات خارجية
- دريا دادور على موقع ميوزك برينز (الإنجليزية)
- دريا دادور على موقع أول ميوزيك (الإنجليزية)
- دريا دادور على موقع ديسكوغز (الإنجليزية)

- الموقع الرسمي